# Vanessa Linares
Vanessa Linares de Ramírez (Maracaibo, 31 de agosto de 1989) es una licenciada en Sociología, ejerció como primera dama del Municipio Maracaibo. Fue alcaldesa en calidad de encargada del despacho del Municipio Maracaibo hasta su renuncia cuatro días después de asumir el cargo, el 8 de octubre del año 2024.

## Biografía
Nacida en Maracaibo, Vanessa Linares de Ramírez desde joven, mostró un profundo interés por mejorar la calidad de vida de quienes la rodean, lo que la llevó a formarse como Socióloga en la Universidad del Zulia, donde se graduó en 2010.
Vanessa asumió el cargo de primera dama de la Ciudad. Está casada con Rafael Ramírez Colina, el exalcalde de Maracaibo, y es madre de una niña de 9 años, a quien llamó María Victoria, en honor a su profunda fe mariana.
Desde su juventud, ha estado involucrada en la lucha por la justicia social. Comenzó como dirigente estudiantil y ha trabajado en diversas comisiones del Consejo Legislativo del Estado Zulia, enfocándose en temas de descentralización, desarrollo social y salud. Su compromiso con el desarrollo y la justicia social se refleja en su trabajo en la Fundación Niños del Sol (FUNDANIS), donde busca ofrecer esperanza y oportunidades a los niños más vulnerables del municipio. Además, es presidenta de la Asociación de Damas de Maracaibo (ASODAMAS), una organización dedicada a brindar asistencia y apoyo a las familias en situación de necesidad.
Con el objetivo de impactar positivamente su entorno, ha continuado su formación profesional en Políticas Públicas y Procesos Participativos de la Ciudadanía en la Academia de Innovación Política de la Organización Asuntos del Sur. Recientemente, se graduó como Magister Scientiarum en Gerencia Pública en la Universidad del Zulia, lo que refuerza su compromiso con la transformación de su ciudad natal.[cita requerida]
Tras la detención de su esposo y alcalde Ramírez Colina en octubre de 2024, fue designada como alcaldesa encargada. Diana Berríos, la directora de talento humano de la alcaldía, fue detenida pocas horas después de haberla designado en el cargo..